# FastGoodCuisine
FastGoodCuisine, de son vrai nom Charles Gilles-Compagnon, né le 18 mai 1994, est un vidéaste web, auteur et entrepreneur français.
Il se fait connaître en 2012, en publiant des vidéos sur la plateforme YouTube.
Avec plus de 6 millions d'abonnés, il possède la chaîne YouTube francophone dans le domaine culinaire avec le plus d'abonnés.

## Biographie

### Enfance et éducation
Originaire de Mulhouse, en Alsace, Charles Gilles-Compagnon naît le 18 mai 1994.
Il suit sa scolarité dans une école hôtelière, où il obtient en 2012, à l’âge de 18 ans, un baccalauréat technologique mention bien,.
Il poursuit ensuite ses études avec un BTS en Hôtellerie-Restauration.

### Carrière

#### Débuts sur YouTube et premières publications (2012 - 2016)
Durant l'été 2012, Charles Gilles-Compagnon lance sa chaîne YouTube nommée FastGoodCuisine, étant un passionné de cuisine.
En 2014, il commence sa pratique du fitness avec l’aide de coachs spécialisés.
En 2016, Charles Gilles-Compagnon publie son premier livre de cuisine, FastGood Cuisine, qui réunit des recettes rapides et accessibles inspirées de ses vidéos, comprenant des plats salés, sucrés et certaines variantes de préparations issues de la restauration rapide ou de confiseries,.
En 2016, Charles Gilles-Compagnon exprime son ambition d’ouvrir une chaîne de restauration. Lors d’une interview, il explique vouloir proposer une cuisine accessible au plus grand nombre, en opposition à la restauration gastronomique ciblant une clientèle restreinte,.

#### Renforcement de sa notoriété et second ouvrage (2017 - 2019)
En 2017, il attire l’attention sur les réseaux sociaux en présentant ce qu’il décrit comme « le plus grand burger d’Europe » dans une publication Instagram.
En 2019, il publie Healthy et gourmand aux éditions Michel Lafon. L’ouvrage propose environ 50 recettes équilibrées couvrant les différents repas de la journée, incluant des plats comme pancakes protéinés, smoothie bowls, fajitas, wraps et mug cakes.

#### Développement de nouveaux projets et collaborations (2020-2024)
En novembre 2021, Charles Gilles-Compagnon lance sa chaîne de restauration rapide Pépé Chicken, qui propose exclusivement des plats disponibles via des services de livraison comme Uber Eats et Deliveroo. 
En janvier 2024, il crée Pop’s, une marque de thés glacés conçue pour accompagner les repas caloriques. 
Le 4 avril 2024, FastGoodCuisine collabore avec le vidéaste web américain MrBeast pour une vidéo de dégustation de plats français, allant des versions les plus abordables aux plus luxueuses. L’épisode met également en scène la cheffe pâtissière Nina Métayer et le gagnant de Top Chef Xavier Pincemin préparant certaines recettes. Cette collaboration coïncide avec le lancement en France de la marque de chocolat Feastables de MrBeast, également mise en avant dans la vidéo.

## Entrepreneuriat

### Pepe Chicken
En novembre 2021, il lance sa chaîne de restauration rapide nommée Pepe Chicken,,. La chaîne de restauration est seulement proposée en vente par livraison sur des applications de commandes de nourriture comme UberEats ou Deliveroo.

### Pop's
En janvier 2024, Charles Gilles-Compagnon annonce le lancement de Pop’s, une marque de thés glacés conçue pour accompagner les repas riches en calories. Un mois après la commercialisation, il fait état de 100 000 canettes vendues et indique que la marque occupe la première place des ventes sur des plateformes de livraison telles qu’Uber Eats et Deliveroo. 

## Publications
- Charles Gilles-Compagnon, FastGood Cuisine: Les recettes rapides, simples et saines, Éditions Michel Lafon, 27 octobre 2016, 125 p. (ISBN 9782749931050)[18],[19]
- Charles Gilles-Compagnon (ill. Franck Schmitt), FastGood Cuisine: Healthy & gourmand, Éditions Michel Lafon, 19 septembre 2019, 126 p. (ISBN 9782749940564)

## Distinctions
| Année | Récompenses  | Catégories | Nommé(s) | Résultat | Ref(s) |
| ----- | ------------ | ---------- | -------- | -------- | ------ |
| 2022  | ForYouAwards | Food       | Lui-même | Lauréat  | [ 20 ] |